# Forêts des montagnes de l'Alberta
Localisation
Les forêts des montagnes de l'Alberta sont une écorégion terrestre nord-américaine du type Forêts de conifères tempérées du World Wildlife Fund

## Répartition
Comme son nom l'indique, cette écorégion se trouve entièrement en Alberta sauf la partie nord qui traverse la frontière britanno-colombienne.  

## Climat
La température annuelle moyenne est de 2,5 °C.  La température estivale moyenne est de 12 °C et la température hivernale moyenne est de −7,5 °C.  Le taux de précipitations annuelles varie entre 600 mm et 800 mm.

## Caractéristiques biologiques
Les forêts montagneuses de l'Alberta sont dominées par des écosystèmes alpin et subalpin.  Les forêts se composent de pins tordus, d'épinettes d'Engelmann et de sapins subalpins.  En altitude, la végétation est dominée par le sapin subalpin, les éricacées, les carex et de Dryas hookeriana.  

## Conservation
Cette écorégion est intacte dans une proportion de 80 %.  